# バルサルタン
バルサルタン（英: valsartan）とは主に高血圧の治療に使用されるアンジオテンシンII受容体拮抗薬の一つ。1989年に合成され、2000年に日本国内で認可され、ノバルティスからディオバン(Diovan)の商品名で市販されている。

## 薬理
ヒトの血圧に対しては、昇圧物質としてアンジオテンシンが最も影響を与える。アンジオテンシンIは、アンジオテンシン変換酵素により、アンジオテンシンIIへと変換され、アンジオテンシンIIが受容体に結合し、心臓・血管や副腎へと作用する。バルサルタンは、アンジオテンシンII受容体に、競争的阻害剤として結合し、血圧を降下させる。

## 重大な副作用
添付文書には重大な副作用として、
- 血管浮腫、肝炎、腎不全（0.1%未満）、高カリウム血症（0.1%未満）、
- ショック、失神、意識消失（0.1%未満）、
- 無顆粒球症、白血球減少、血小板減少（0.1%未満）、
- 間質性肺炎、低血糖、横紋筋融解症（0.1%未満）、
- 中毒性表皮壊死融解症、皮膚粘膜眼症候群（スティーブンス・ジョンソン症候群）、多形紅斑、天疱瘡、類天疱瘡

が挙げられている。

## 臨床研究での不正
日本で実施された臨床研究において、降圧効果や臓器保護効果に関するデータの不正操作が明らかとなり、関連する一連の論文が撤回された。さらに、ノバルティスの社員がその身分を隠蔽して、臨床研究に統計解析者として関与していたことが明らかとなった。この件で、東京地方検察庁は2014年6月11日までに、ノバルティス元社員の男（63）を薬事法の誇大広告違反に抵触するとして逮捕した。2017年3月16日、東京地方裁判所は元社員に対して無罪とする判決をした。

## リコール
2018年7月6日 - あすか製薬が製造していた（-2017年）「バルサルタン錠AA」の原材料に、発癌性があるとされるニトロソ化合物、N-ニトロソジメチルアミンが混入しているとしてリコールを開始。混入原因は、中華人民共和国の浙江華海薬業が製造した原材料にあり、同原料を使用して製薬を行っていた22か国のメーカーも、7月中にリコールを実施した。
2019年2月8日 - 上記を受けて各製薬会社で調査していたところ、ファイザーが製造しているアムバロ配合錠「ファイザー」の特定製造ロットにおいて、インドにある原薬製造所で製造された当該製品の原薬バルサルタンから、N-ニトロソジメチルアミンが混入していたとして自主回収することになった。